# Imran Rashid
Imran Rashid (født 1977) er en dansk-pakistansk læge, forfatter, foredragsholder, IT-iværksætter, debattør og taekwondo-udøver.
Han har studentereksamen fra Herlev Gymnasium og studerede til læge ved Københavns Universitet fra 1998 til 2005. Han er uddannet speciallæge i almen medicin fra 2011.
I 2013 forlod han den traditionelle lægegerning til fordel for hvervet som innovationschef på Aleris-Hamlet Privathospitaler. Her stod han bl.a. bag landets første videobaserede lægetjeneste Videodoktor.
Rashids bog Sluk - kunsten at overleve i en digital verden fra 2017 problematiserede menneskets forhold til smartphones og argumenterede for vigtigheden af mental restitution.
Bogen udkom desuden i en omskrevet international udgave på det engelske forlag Wileys i januar 2019.
Imran Rashid er tidl. klummeskribent på B.T., foredragsholder og stifter af konsulentvirksomheden Sunddigital.dk, der bl.a. rådgiver offentlige institutioner og private virksomheder om sund digitalisering.
Imran Rashid var medlem af 'Opdragelsesdebattens' Ekspertpanel udpeget af social- og børneminister Mai Mercado samt udpeget ekspertmedlem af Stresspanelet, der blev nedsat af 6 ministre i 2018 for at få knækket stresskurven i Danmark. Endelig er han initiativtager til et forslag om at stifte et Center for Digital Sundhed, som et flertal i Folketinget har besluttet skal etableres i forbindelse med fordelingen af satspuljemidler i 2018.